# East Lake (Florida)
East Lake es un lugar designado por el censo ubicado en el condado de Pinellas en el estado estadounidense de Florida. En el Censo de 2010 tenía una población de 30.962 habitantes y una densidad poblacional de 378,31 personas por km².

## Geografía
East Lake se encuentra ubicado en las coordenadas 28°6′40″N 82°40′47″O / 28.11111, -82.67972. Según la Oficina del Censo de los Estados Unidos, East Lake tiene una superficie total de 81.84 km², de la cual 74.88 km² corresponden a tierra firme y (8.5%) 6.96 km² es agua.

## Demografía
Según el censo de 2010, había 30.962 personas residiendo en East Lake. La densidad de población era de 378,31 hab./km². De los 30.962 habitantes, East Lake estaba compuesto por el 92.35% blancos, el 1.61% eran afroamericanos, el 0.14% eran amerindios, el 3.48% eran asiáticos, el 0.02% eran isleños del Pacífico, el 0.72% eran de otras razas y el 1.68% pertenecían a dos o más razas. Del total de la población el 5.95% eran hispanos o latinos de cualquier raza.